# الی وولستن
الی وولستِن (انگلیسی: Ally Wollaston؛ زادهٔ ۴ ژانویهٔ ۲۰۰۱) دوچرخه‌سوار پیست زن اهل نیوزیلند است.
وی در مسابقات کشوری و بین‌المللی در مجموع برندهٔ ۱ مدال طلا، ۴ مدال نقره، ۱ مدال برنز شده است.